# サン・セバスティアン大聖堂
サン・セバスティアン大聖堂（スペイン語: Catedral de San Sebastián）は、スペイン・バスク州ギプスコア県サン・セバスティアンにあるローマ・カトリックの大聖堂。正式名称は善き羊飼いの大聖堂（バスク語: Artzain Onaren katedrala, スペイン語: Catedral del Buen Pastor de San Sebastián）。サン・セバスティアン司教区座の所在地であり、パンプローナ・トゥデラ大司教区座に属している。19世紀末にゴシック・リヴァイヴァル建築で建設され、1953年に大聖堂（司教座聖堂）として宣言された。

## 歴史
1881年にはサン・セバスティアン教区が設立された。スペイン王室はサン・セバスティアンを夏の首都としていたが、1888年9月29日にはスペイン王妃マリア・クリスティーナらの列席の元で礎石の敷設が行われた。式典の議事録にはまだ2歳4か月だったアルフォンソ13世の署名がなされたが、これはアルフォンソ13世が公式文書に初めて行った署名である。建設の指揮はホセ・イグナシオ・ムニーリャ・アギーレが執った。大聖堂は9年後の1897年7月30日に奉献され、やはりマリア・クリスティーナやアルフォンソ13世が列席した。尖塔は1899年に完成している。1949年11月2日にはビトリア教区からサン・セバスティアン教区とビルバオ教区が分離し、1953年7月30日には大聖堂（司教座聖堂）の地位を得た。

## ギャラリー

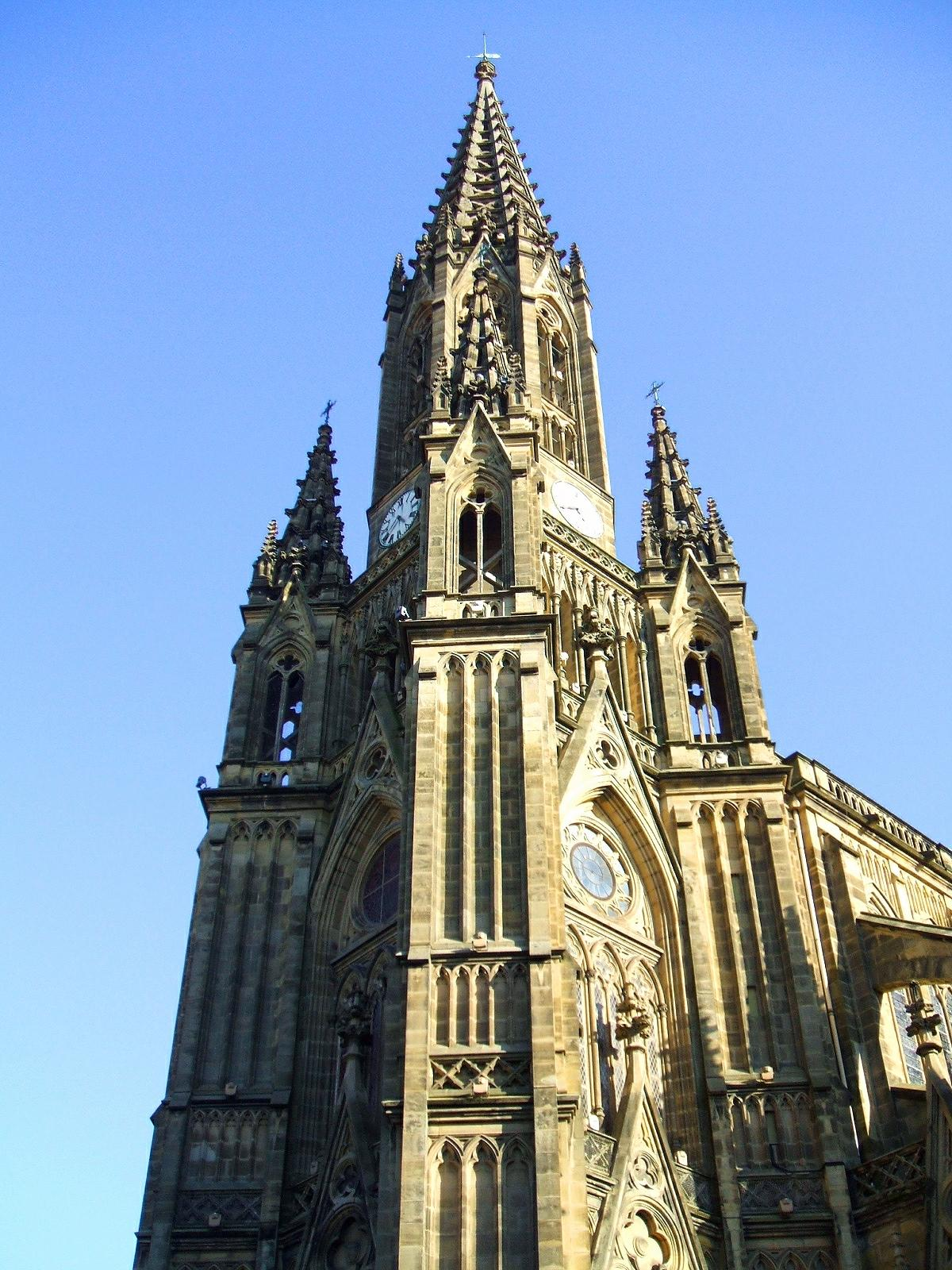
尖塔
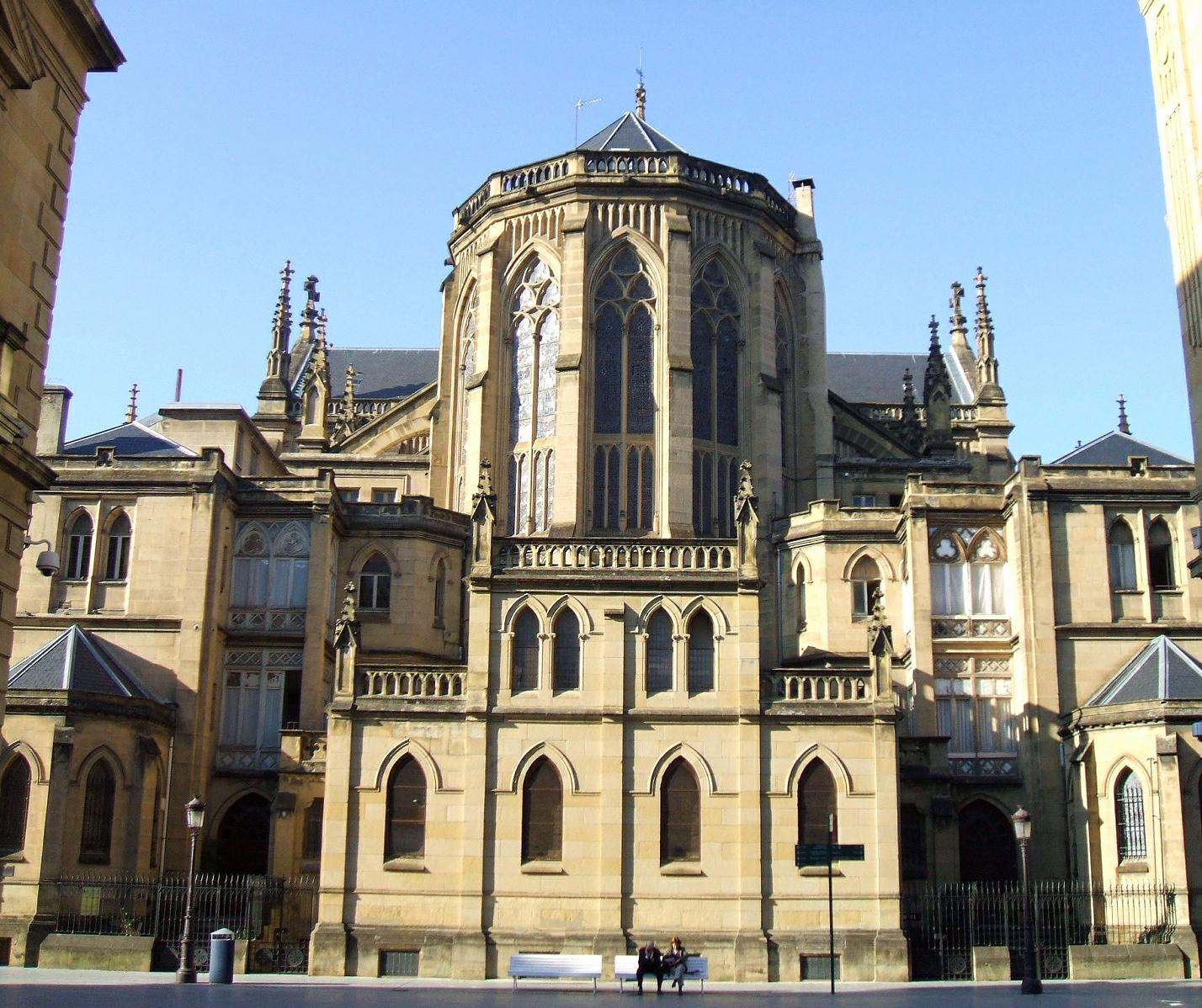
後陣
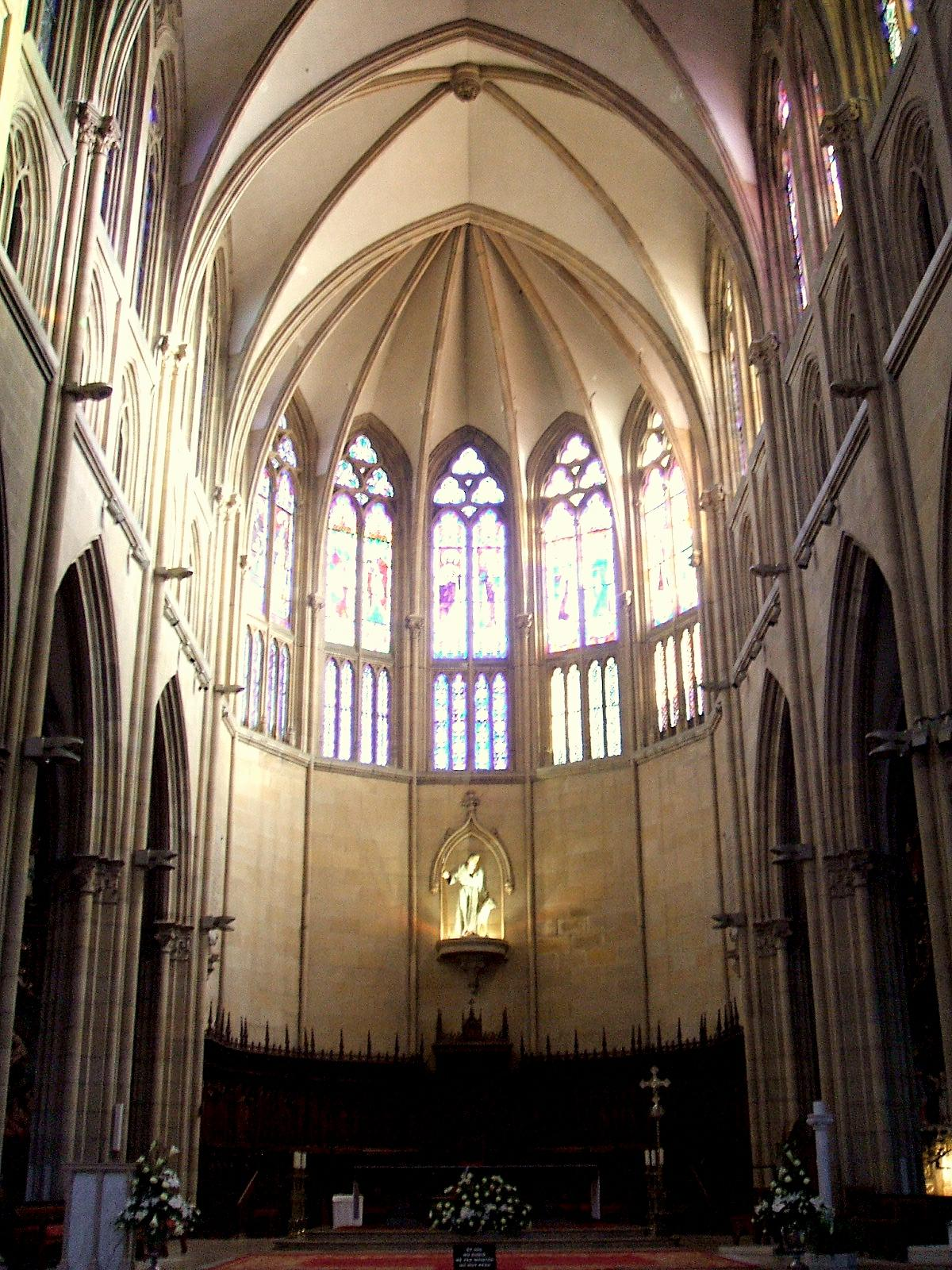
内部
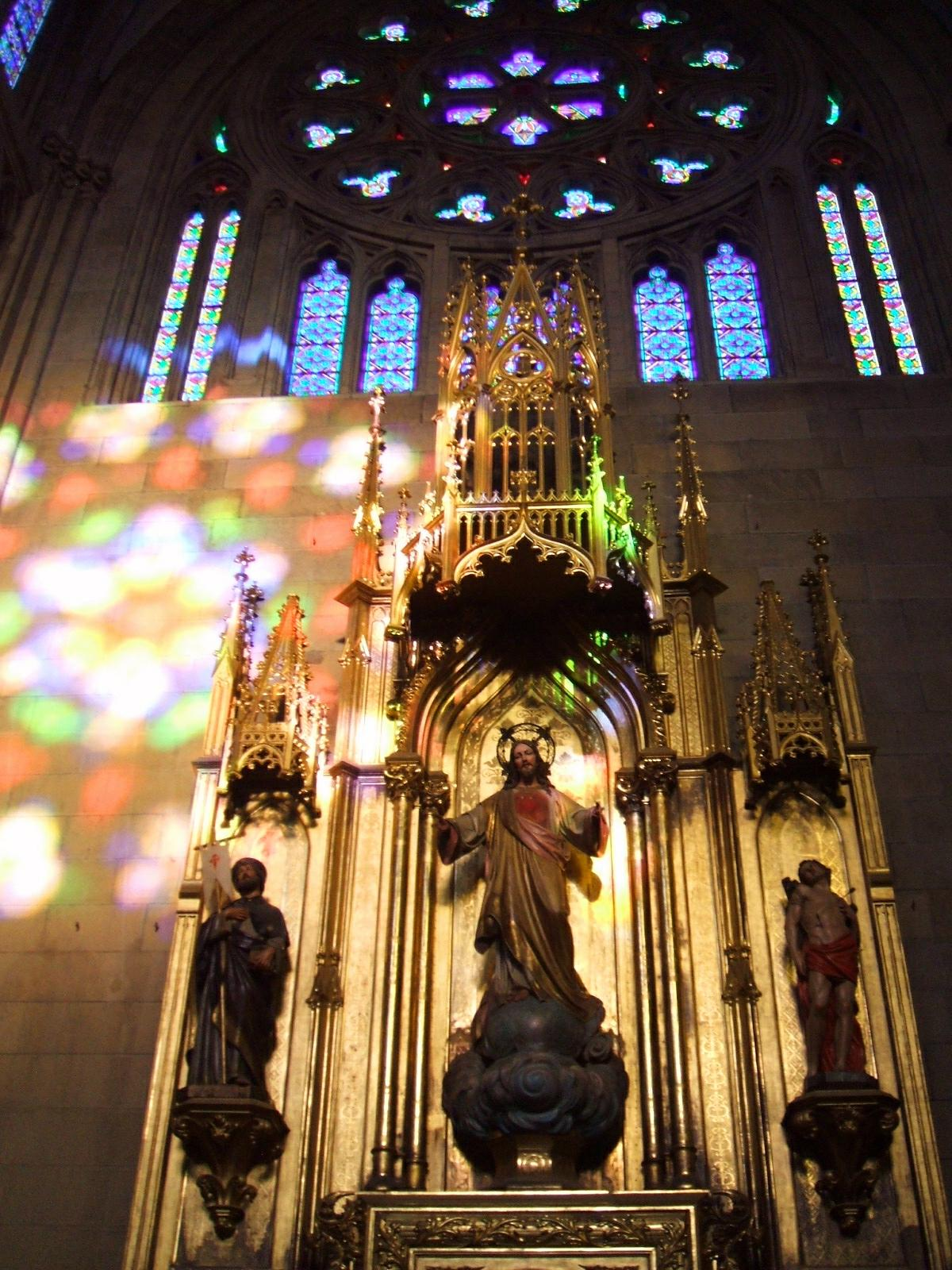
祭壇画
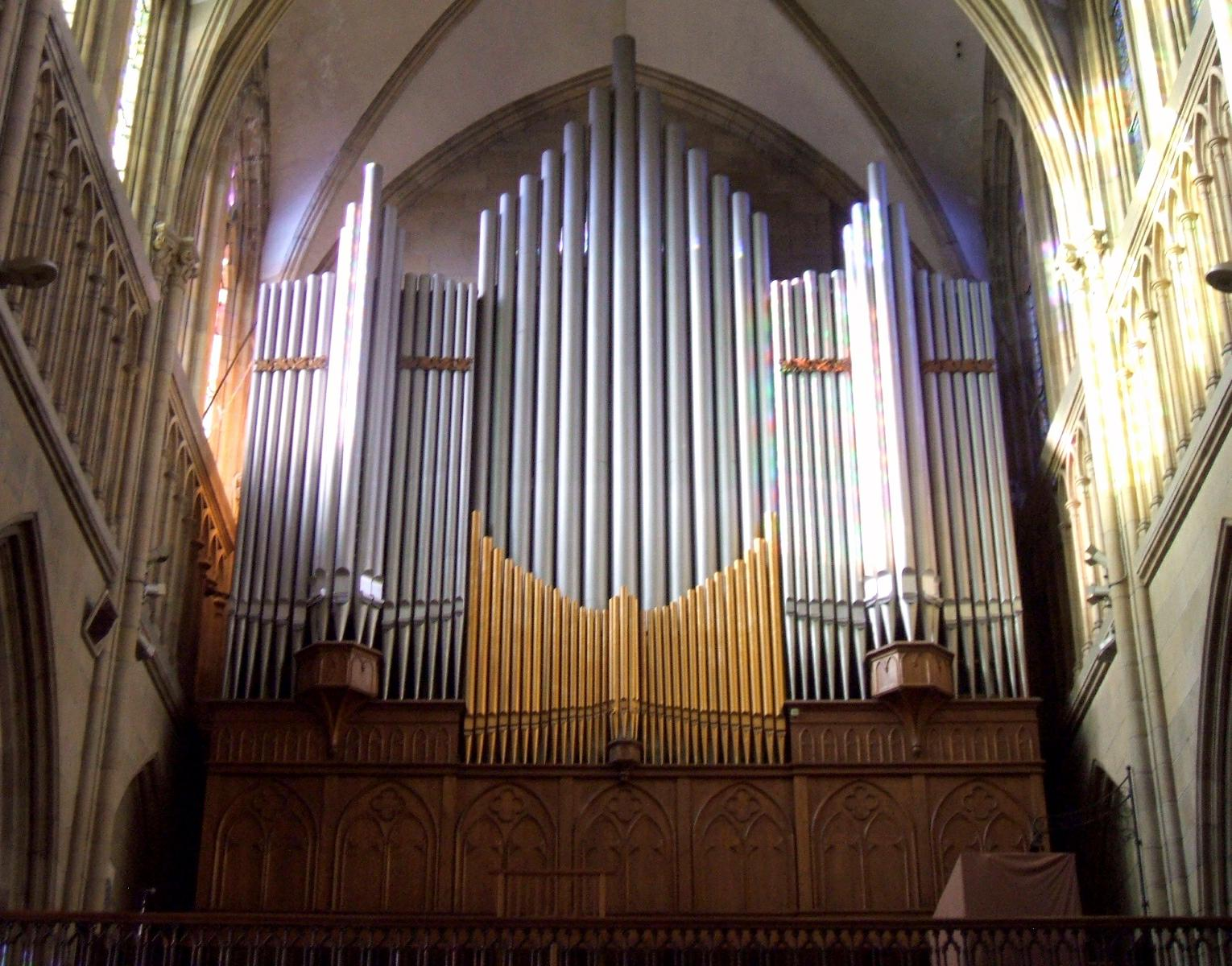
オルガン